# Eucera microsoma
Eucera microsoma är en biart som beskrevs av Cockerell 1922. Eucera microsoma ingår i släktet långhornsbin, och familjen långtungebin. Inga underarter finns listade i Catalogue of Life.